# Кассиан Нантский
Кассиан Нантский (в миру — Гонзалес Ваз Лопес Нето) (фр. Cassien de Nantes; 15 января 1607, Нант, Франция — 7 августа 1638, Гондэр, Эфиопия) — миссионер, христианский мученик, блаженный католической церкви.

## Биография
Родился в семье португальских-торговцев. В 1623 году в Анже вступил в монашеский орден капуцинов. Занимался с людьми немощными и больными, отличился при оказании помощи жертвам чумы в Рене, где он изучал философию и теологию.
В 1634 году отправился в Каир, в Египте встретился с Агафангелом Вандомским. В конце декабря 1637 года оба были отправлены с миссионерскими целями в Абисинию, где пытались склонить христиан-коптов к подчинению Папе римскому. Полгода спустя они были схвачены магометанами в Гондэре на севере Абиссинии и месяц томились в тюрьме. Затем в течение 25 дней их гнали при палящем зное, подвергая постоянным истязаниям, через пустыню в Аддис-Абебу, где они были приведены к королю.
Он безуспешно пытался склонить их к вероотступничеству и, в конце концов, приговорил обоих к повешению. 7 августа 1638 г. они были удушены их собственными поясами и побиты камнями.
Причислены к лику блаженных при Папе римском Пие X 27 апреля 1905 года. Память Блаженного Кассиана в католической церкви празднуется 7 августа.